# Michael Brunner (sciatore)
Michael Brunner (Burladingen, 30 maggio 1973) è un ex sciatore alpino tedesco.

## Biografia
Specialista delle prove veloci originario di Sulzberg, Brunner ottenne il primo piazzamento di rilievo in Coppa del Mondo il 10 gennaio 1993 a Garmisch-Partenkirchen in discesa libera (77º); ai Mondiali di Sierra Nevada 1996, sua unica presenza iridata, si classificò 36º nella discesa libera e 28º nella combinata. In Coppa del Mondo ottenne il miglior piazzamento il 30 dicembre 1997 a Bormio in discesa libera (20º) e prese per l'ultima volta il via il 7 marzo 1999 a Kvitfjell in supergigante, senza completare la prova; si ritirò durante la stagione 2000-2001 e la sua ultima gara fu lo slalom speciale della XX Universiade invernale, disputato il 17 febbraio a Zakopane e chiuso da Brunner al 54º posto. Non prese parte a rassegne olimpiche.

## Palmarès

### Coppa del Mondo
- Miglior piazzamento in classifica generale: 119º nel 1998

### Campionati tedeschi
- 1 medaglia (dati dalla stagione 1994-1995):
  - 1 argento (discesa libera nel 1996)